# Drnový potok
Der Drnový potok, umgangssprachlich Drňák (deutsch Drnowy-Bach, früher Rasenbach) ist ein rechter Zufluss der Úhlava in Tschechien.

## Verlauf
Der Drnový potok entspringt nördlich von Nemilkov, Gemeinde Velhartice, in der Strážovská vrchovina (Drosauer Bergland). Seine Quelle liegt am südwestlichen Fuße des Háj (777 m n.m.). Der Bach fließt auf seinem Oberlauf in nordwestlicher Richtung an Tvrdoslav, Chrástov, V Jamách und Rajské vorbei nach Úloh; dabei wird er am Bahnhof Nemilkov von der Bahnstrecke Horažďovice předměstí–Klatovy in einer Kehrschleife überbrückt. Sein weiterer Lauf führt durch Běšiny, wo der Bach nördliche Richtung nimmt. Vorbei an Husinec, Na Nové Hospodě, Na Pile, Kozí, Šálený Mlýn, Hubenov, Kněžice, Cihelna, Zavadilka, Radinovy, Neznašovy, Dubový Mlýn, Černé Krávy und U Hájníků, wo die Eisenbahn den Bach erneut überquert, erreicht der Drnový potok Vrhaveč und Malá Víska. Bei Sobětice fließt der Bach in die Klatovská kotlina (Klattauer Kessel) und zugleich in das Stadtgebiet von Klatovy. Der Unterlauf des Drnový potok führt über Luby und Mírovka in den Stadtpark (Městské sady) von Klatovy, parallel zum Bach verläuft der Stadtmühlgraben. Danach fließt der Bach westlich an der Innenstadt vorbei. Mit nordwestlicher Richtung verlässt der Drnový potok vorbei an den Siedlungen U poštu und Pod Hůrkou das Stadtgebiet von Klatovy; östlich des Bahnhofs Klatovy wird er von der Bahnstrecke Železná Ruda–Plzeň überquert. Nach 21,2 km mündet der Drnový potok nordwestlich von Klatovy bei Andělice in die Úhlava.
Die Bahnstrecke Horažďovice předměstí–Klatovy führt ab Úloh, aus dem Tal des Podolský potok kommend, entlang des Drnový potok.
Zwischen Běšiny und Klatovy verläuft die Staatsstraße I/27/E 53 durch das Tal des Drnový potok.

## Geschichte
Nach der Gründung der Königsstadt Klatovy entstand in der zweiten Hälfte des 13. Jahrhunderts der vom Drnový potok und Sobětický potok gespeiste Stadtmühlgraben. Dazu wurde das Wehr an der Wasserfeste Luby erhöht. Das Wasser des Grabens wird bei Mírovka in den Teich Špargl sowie im Stadtpark in den Čedík und den Velký rybník geleitet. Der Stadtmühlgraben ist das älteste Technische Denkmal in der Gegend von Klatovy.
Der älteste überlieferte Name des Baches war Zlatý potok/Goldbach. Dieser rührte vom Goldseifen her, bekannte Seifenstandorte waren Úloh und V Jamách am Oberlauf. In der Klattauer Chronik des Johann Florian Hammerschmidt wurde der Bach Pyčka genannt. Im 19. Jahrhundert hieß er Rasenbach. Im Franziszeischen Kataster von 1837 ist der Name des Baches, wohl irrtümlich, mit Wasenbach bezeichnet. Seit der zweiten Hälfte des 19. Jahrhunderts kam der Name Rasenbach zunehmend außer Gebrauch und in deutschsprachigen Schriften wurde der Bach als Drnowei, Dreweny-Bach bzw. Drnowy-Bach bezeichnet. Der Dichter Karel Klostermann gab dem Bach den poetischen Namen Drnovka, der sich jedoch nicht durchsetzen konnte.
Bei Nemilkov bestehen die Nemilkovské vodní průchody, ehemalige unterirdische Wasserzuführungen von der Ostružná.

## Zuflüsse
- Podolský potok (r), unterhalb von Úloh
- Bystřinka bzw. Hořákovský potok (l), in Běšiny
- Machovský potok (r), in Běšiny
- Kozí potok (l), bei Šálený Mlýn
- Kněžický potok (l), bei Cihelna
- Radinovský potik (r), in Radinovy
- Vrhavečský potok (r), in Vrhaveč
- Mochtínský potok (r), oberhalb von Luby
- Sobětický potok (r), an der Feste Luby
- Stadtmühlgraben (r), im Stadtpark von Klatovy

## Durchflossene Teiche
- Ostrovský rybník, am Schloss Běšiny
- Nový rybník, am Schloss Běšiny
- Návesný rybník, in Vrhaveč